# Sabine Schneider (Kunsthistorikerin)
Sabine Schneider (* 21. Februar 1950 in Waltershausen) ist eine deutsche Kunsthistorikerin und Denkmalpflegerin.

## Leben
Sabine Schneider begann 1968 ein Studium der klassischen Altertumswissenschaften und Archäologie an der Friedrich-Schiller-Universität in Jena, das sie 1973 mit dem Diplom abschloss. Dem folgte ein Studium der Kunstgeschichte an der Martin-Luther-Universität in Halle.
Ab 1977 wirkte sie freiberuflich als Denkmalpflegerin in Weimar und war beteiligt an den Restaurierungskonzepten für Goethes Wohnhaus und Schloss Tiefurt. Aus diesen Arbeiten resultierte ihr Dissertationsthema „Raumgestaltung um 1800. Die ästhetischen Wirkungsmittel bei der Gestaltung profaner Interieure in Weimar“, mit dem sie unter der Betreuung von Dieter Dolgner 1988 an der Hallenser Universität promoviert wurde.
1980 ging Sabine Schneider nach Leipzig und war hier zunächst an folgenden Projekten beteiligt: Rekonstruktion des Bosehauses mit Installation des Bachmuseums sowie Arbeiten am Gohliser Schlösschen. Ab 1990 folgten denkmalpflegerische Fachplanung und Durchführungsbegleitung an der Alten Nikolaischule (1992–1994), dem Gohliser Schlösschen (1995–1998), dem Mendelssohnhaus (1996/1997), dem Schillerhaus (1997/1998) und dem Schumann-Haus (ab 1995). Auch außerhalb Leipzigs war sie tätig, so in den Schlössern Machern und Trebsen, im Herrenhaus in Rüdigsdorf sowie an Innenraumkonzepten in Bernburgs Stadttheater, Rathaus und Marienkirche.
1994 gründete sie zusammen mit Manfred Küster ein Büro für Denkmalpflege.
In den 1990er Jahren war Sabine Schneider mit dem Bauingenieur, Denkmalpfleger und Kunstwissenschaftler Wolfgang Hocquél verheiratet und trug den Doppelnamen Hocquél-Schneider. Das Ehepaar hatte zwei Kinder.

## Schriften
Bücher
- Sabine Hocquél-Schneider und andere: Alte Nikolaischule Leipzig. Edition Leipzig, 1994, ISBN 978-3-361-00420-7
- Sabine Hocquél-Schneider: Die barocken herzoglichen Privatgemächer. In: Manfred Wilde (Hrsg.): Schloss Delitzsch, Sax-Verlag, Beucha, 2000, ISBN 978-3-930076-93-2
- Sabine Hocquél-Schneider: Das Gohliser Schlösschen zu Leipzig. Edition Leipzig, 2001, ISBN 978-3-361-00511-2
- Sabine Schneider, Konstanze Jurzok: Schloss Frohburg. Edition Leipzig, 2002, ISBN 978-3-361-00562-4

Artikel (Auswahl)
- Das Bosehaus. In: Leipziger Blätter, Heft 6, 1985, S. 14
- Tapetenfunde im Fregehaus. In: Leipziger Blätter, Heft 8, 1986, S. 20
- Die alte Buchhändlerbörse. In: Leipziger Blätter, Heft 11, 1987, S. 46
- Der Tapetensaal in Rüdigsdorf – Ein Dokument aus der Blütezeit der Bildtapete. In: Leipziger Blätter, Heft 14, 1989, S. 56
- Sommerseminar für Denkmalpflege – Krakower Restauratoren im Bezirk Leipzig. In: Leipziger Blätter, Heft 15, 1989, S. 47
- Wiederherstellung von Innenräumen im Schloss Machern. In: Mitteilungen des Landesvereins Sächsischer Heimatschutz e.V., Dresden 1993, 2, S. 56–60
- Baugeschichte und Wiederherstellung von Schloss Trebsen. In: Sächsische Heimatblätter, Bd. 40 (1994), 1, S. 26–29
- Die Alte Nikolaischule am Ende der Sanierung. In: Leipziger Blätter, Heft 24, 1994, S. 4
- Messepalast Städtisches Kaufhaus. In: Leipziger Blätter, Sonderheft Messe, 1994, S. 44
- Ein Denkmal für den Alltag  Sanierung und Neunutzung eines historischen Fachwerkhauses. In: Leipziger Blätter, Heft 29, 1996, S. 10
- Das Stadthaus – Ein »Sparbau« Hugo Lichts – Errichtet 1908–1911. In: Leipziger Blätter, Heft 30, 1997, S. 25
- Das Mendelssohnhaus in der Goldschmidtstraße. In: Leipziger Blätter, Heft 31, 1997, S. 15
- Gohliser Schlösschen – Zur Wiedereröffnung eines Kulturdenkmals. In: Leipziger Blätter, Heft 33, 1998, S. 4
- Das Schweizerhäuschen – Rettung durch Rekonstruktion. In: Leipziger Blätter, Heft 40, 2002, S. 60
- Im Verborgenen – Der letzte erhaltene Fachwerkbau des 16. Jahrhunderts am Thomaskirchhof. In: Leipziger Blätter, Heft 52, 2008, S. 22
- Das »Verbündetenzimmer« aus dem Freiherrlich Friesenschen Schloss zu Rötha. In: Leipziger Blätter, Heft 62, 2013, S. 20
- Das Barockschloss Delitzsch – Ein Zeugnis aus der Glanzzeit kurfürstlich-sächsischer Landesherrlichkeit. In: Leipziger Blätter, Heft 64, 2014, S. 68

(In den Jahren 1989–2001 als Sabine Hocquél-Schneider.)